# Grubegas
Grubegas er enhver brændbar gas, der forekommer i kulminer; det er dog som regel metan i kullag. Den findes især i områder, hvor kullet er bituminøst. Gassen ophobes i lommer i kullet og tilstødende lag, og når de gennembores, kan deres frigivelse udløse eksplosioner. Hvis en sådan lomme var under højt tryk, blev den historisk set betegnet som en "pose med urenheder".

## Bidrag til minedødsfald
Grubegas er eksplosivt ved koncentrationer mellem 4% og 16%, dog forekommer de fleste eksplosioner ved omkring 10%. Det forårsagede mange dødsfald i kulminer før opfindelsen af Geordielampen og Davylampen. Selv efter at sikkerhedslamperne blev taget i brug, kunne brandgaseksplosioner stadig blive forårsaget af de gnister, der blev skabt, når kul forurenet med pyrit blev slået på med metalværktøj. Tilstedeværelsen af kulstøv i luften øgede risikoen for eksplosion med grubegas og kunne selv i fraværet af grubegas forårsage eksplosioner. Kulminerne ved Tyneside i England havde den dødbringende kombination af bituminøst kul forurenet med pyrit, og der var her et stort antal dødsfald med ulykker forårsaget af grubegaseksplosioner, herunder 102 døde ved Wallsend i 1835.
Problemet med grubegas i miner blev i 1677 genstand for Royal Societys bevågenhed og i 1733 rapporterede James Lowther, at når en skakt blev sænket til en ny grube ved Saltom nær Whitehaven, havde der været en større frigivelse, da et lag af sort sten var brudt igennem til en kulsamling. Den blev antændt med et stearinlys, og havde givet en konstant flamme "omkring en halv Yard i Diameter og næsten to Yards høj". Flammen blev slukket og en bredere gennemboring af den sorte sten blev lavet, hvormed en genantændelsen af gassen gav en større flamme, en yard i diameter og omkring tre yard høj, som kun efter besvær blev slukket. Blæseren blev panelet af fra skakten og ledt til overfladen, hvor den mere end to og et halvt år senere fortsatte så hurtigt som nogensinde og fyldte en stor blære på få sekunder.  Selskabets medlemmer valgte Sir James Fellow, men de var ikke i stand til at finde frem til nogen løsning eller forbedre påstanden (som til sidst fandtes at være forkert) fra Carlisle Spedding, der var forfatteren til avisen, om at "denne slags Damp eller fugtig Luft ikke vil tage Ild undtagen ved Flamme; Gnister påvirker den ikke, og af den Grund er det hyppigt at bruge Flint og Stål på Steder, der er berørt med denne slags Fugt, der vil give et glimtende Lys, som er en stor Hjælp for Arbejderne i svære Tilfælde."
Med særlige sikkerhedslamper, der var beregnet til at give belysning, men ikke var i stand til at antænde grubegas, gjorde man sig store fremskridt med imødegå problemet med grubegas. De blev foreslået af både George Stephenson og Humphry Davy som reaktion på ulykker såsom Felling-minekatastrofen nær Newcastle upon Tyne, der dræbte 92 mennesker den 25. maj 1812. Davy eksperimenterede med gaze af messing, hvormed han bestemte den maksimale størrelse af hullerne og den optimale trådtykkelse til at forhindre en flamme i at passere gennem gazen. Hvis en åben flamme således var fuldstændig omsluttet af et gaze af en sådan beskaffenhed, så kunne metan passere ind i lampen og brænde sikkert over flammen. Stephensons lampe ("Geordielampen") fungerede efter et andet princip: flammen var omsluttet af glas; luftadgang til flammen var gennem rør, der var tilstrækkelig smalle til, at flammen ikke kunne brænde tilbage i den indgående grubegas, og de udgående gasser havde for lavt iltindhold til at den lukkede flamme kunne nå den omgivende atmosfære. Begge principper blev kombineret i senere udgaver af sikkerhedslamper.
Selv efter sikkerhedslampens udbredte introduktion fortsatte eksplosioner, fordi de tidlige lamper var skrøbelige og let blev beskadiget. Eksempelvis skulle jerngazen på en Davy-lampe kun miste én ledning for at blive usikker. Lyset var, sammenlignet med en åben ild, også meget dårligt, og der var løbende gentagne forsøg på at forbedre det grundlæggende design. Højden af keglen bestående af brændende metan i en flammesikret lampe kan bruges til at estimere koncentrationen af gassen i den lokale atmosfære. Det var først i 1890'erne, at sikre og pålidelige elektriske lamper blev tilgængelige i kulminerne.
Grubegasfløjten blev udviklet af Fritz Haber i 1913 som en forebyggende grubegasindikator, men kalibrering i en kulmine i drift viste sig i sidste ende at være upraktisk.